# Pecák
Horní Pecák a Dolní Pecák je dvojice rybníků na říčce Čermné v katastrálním území Dolní Jelení města Horní Jelení v okrese Pardubice při hranici s okresem Ústí nad Orlicí, asi 4 km východně od centra města Horní Jelení, asi 1 km východně od osady Rousínov. Rybníky jsou v kaskádě za sebou, oddělené hrází a rákosinou. Rozloha vodní hladiny je dnes asi 3,9 ha, z toho Dolní Pecák asi 2,3 ha, Horní Pecák 1,6 ha. Název „Pečák“ publikovaný v některých mapách je mylný.

## Historie
Rybník dřív zvaný jako Beteny je zachycen již na mapě I. vojenského mapování z let 1763–1785. Následně mezi roky 1869–1874 došlo k jeho vypuštění. O několik let později byl obnoven a vystavěna druhá hráz, která zapříčinila, že se z jednoho rybníka staly dva dnes zvané jako Horní a Dolní Pecák.

## Rostliny
V rybníku se nacházejí vodní rostliny, např. vodní mor kanadský (Elodea canadensis) nebo okřehek menší (Lemna minor). Zvláště mezi rybníky najdeme rozsáhlé rákosiny s dominací rákosu obecného (Phragmites australis), v okolí rybníků občas najdeme menší rozlohy mokřadních olšin (sv. Alnion glutinosae). Rybníky jsou obklopeny lesy, dnes převažují borové monokultury.

## Živočichové
Rybník je stanovištěm mnoha druhů vodních ptáků např. kachna divoká, polák velký, labuť velká, často sem zalétá čáp černý či volavka popelavá.

## Galerie

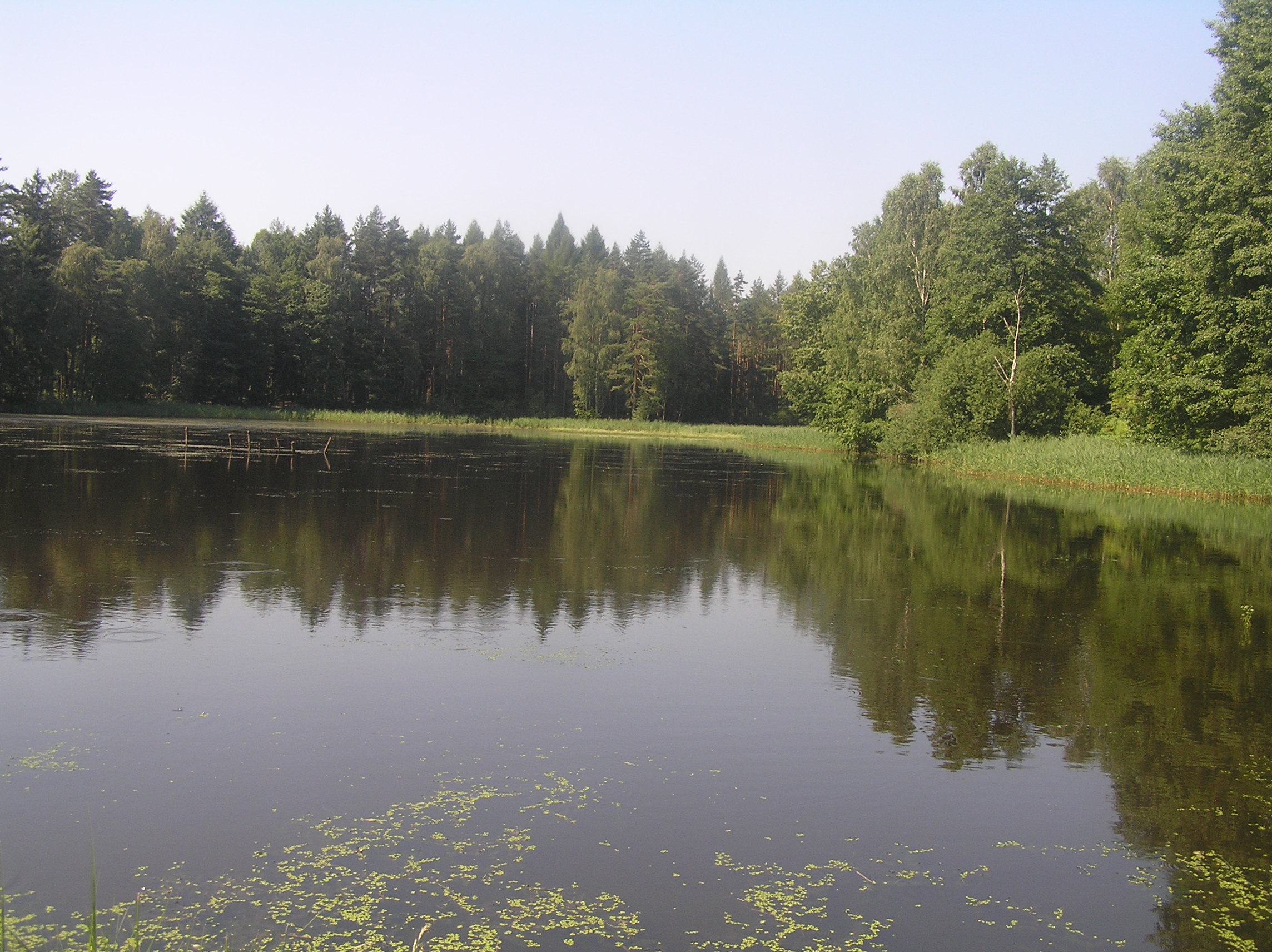
Horní Pecák
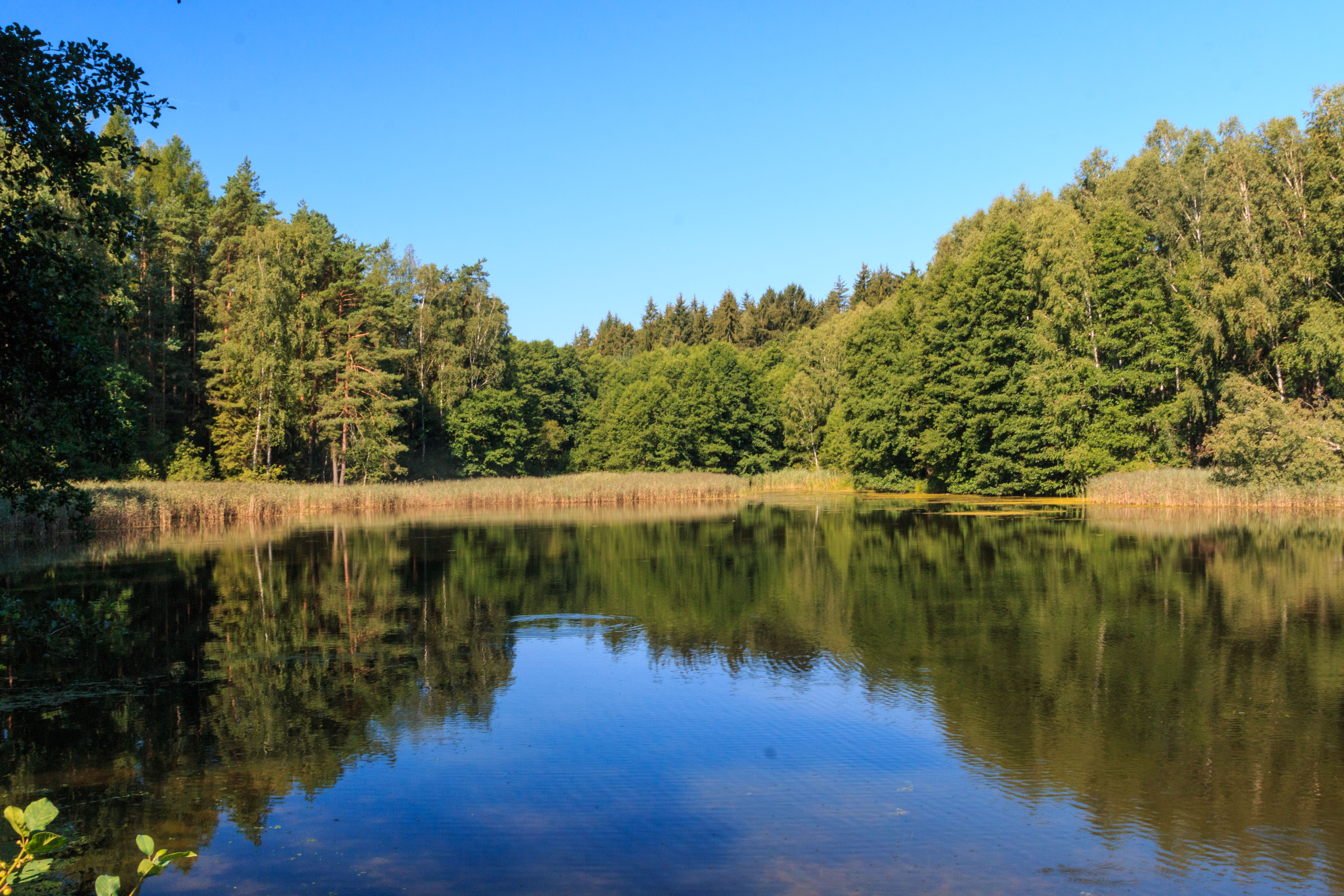
Rybník Horní Pecák
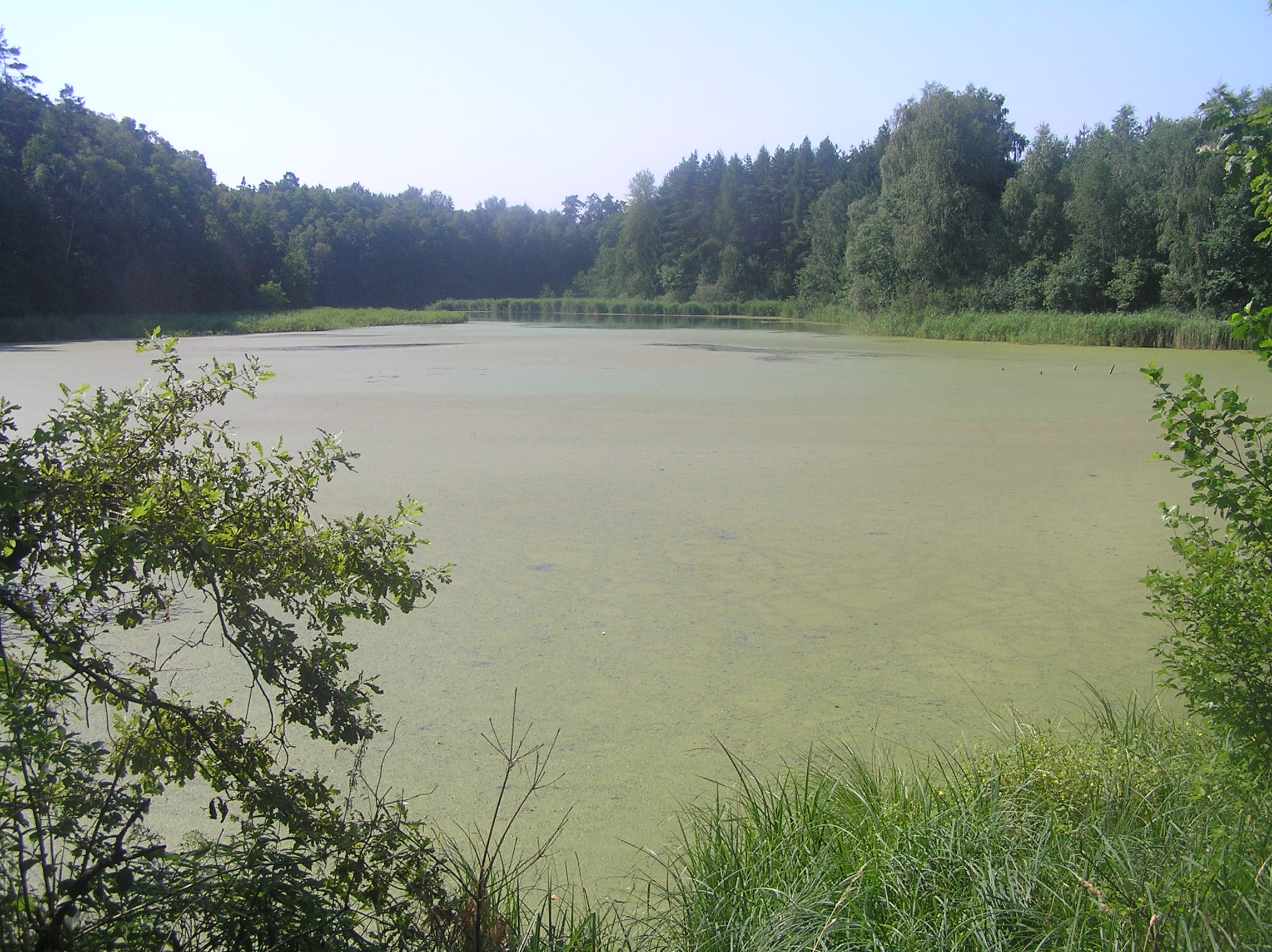
Dolní Pecák
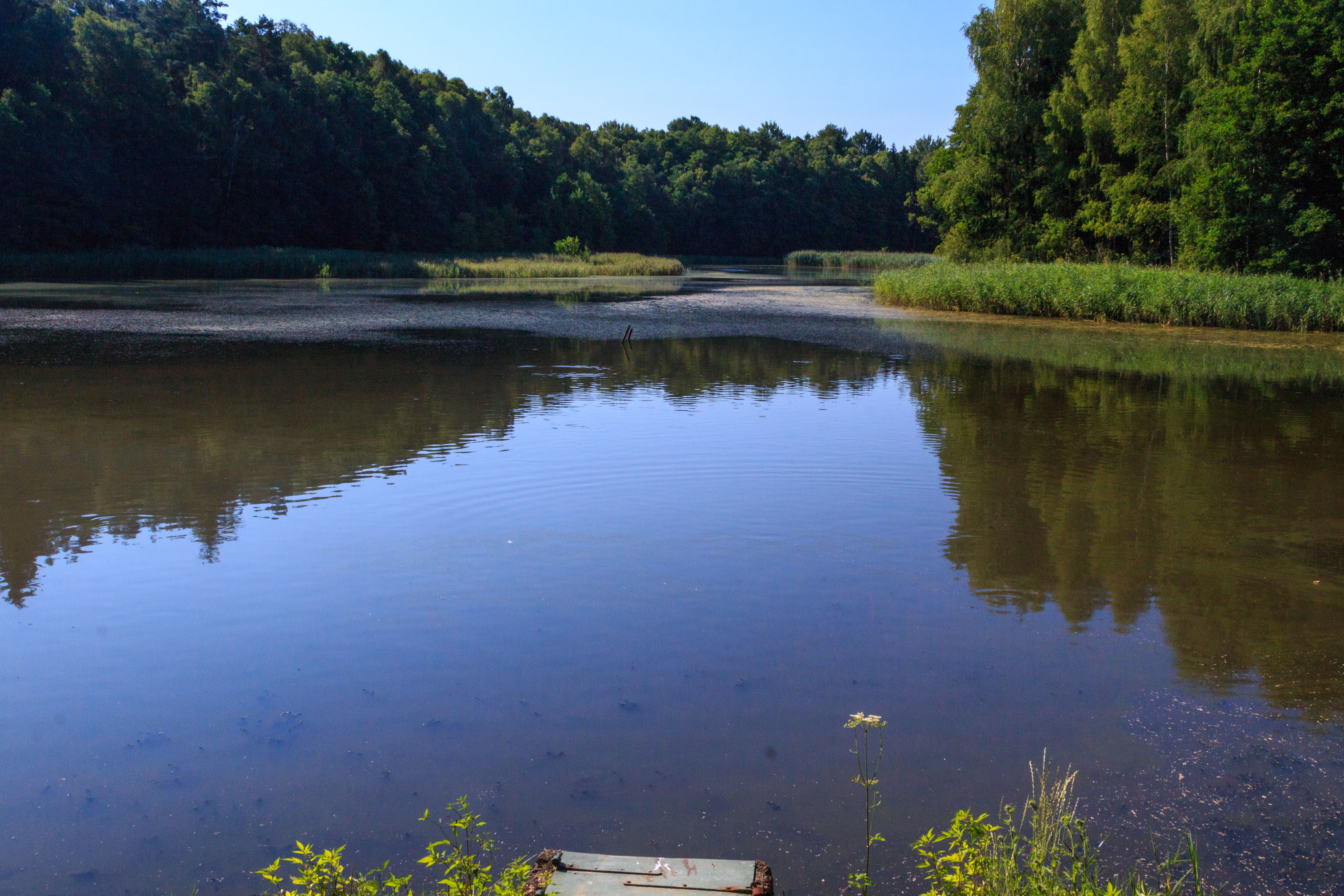
Rybník Dolní Pecák